# Західнофризькі острови
За́хіднофри́зькі острови́ (нід. Waddeneilanden) — ланцюг островів у Північному морі, біля північного узбережжя Нідерландів. Острови відокремлюють Північне море від затоки Ваддензе, і є складовою частиною Фризьких островів.
Острів Тесел входить в провінцію Північна Голландія, малі східні острови Роттюмерог, Роттюмерплат, Сімонсзанд та Зьойдердьойнтєс (Zuiderduintjes) відносяться до провінції Гронінген, всі інші належать провінції Фрисландія.